# 14. september
14. september var en färöisk tidning som gavs ut mellan 1947 och 1994. Tidningens namn syftade på folkomröstningen om självständighet den 14 september 1946.